# Phúc Thanh
Phúc Thanh (tiếng Trung: 福清市, Hán Việt: Phúc Thanh thị) là một thành phố cấp huyện thuộc thành phố cấp địa khu Phúc Châu, tỉnh Phúc Kiến, Trung Quốc. Thành phố Phúc Thanh có 7 nhai đạo, 17 trấn. Thành phố này giáp biển Đông Hải.